# Romeo Benetti
Romeo Benetti (Albaredo d'Adige, 20 de octubre de 1945) es un exfutbolista italiano.

## Trayectoria
Comenzó su carrera en el Bolzano en 1963, y tuvo su llegada a un club de la Serie A, la Juventus F.C., en 1968 tras jugar en clubes como A.C. Siena, Taranto y Unione Sportiva Città di Palermo. Luego de una temporada fue cedido al U.C. Sampdoria, y una temporada más tarde fue transferido al A.C. Milan. En este club ganó la Recopa de Europa de fútbol en la temporada 1972/73 y la Copa Italia en las temporadas 1971/72 y 1972/73. En 1976 vuelve a la Juventus, obteniendo el scudetto en las temporadas 1976/77 y 1977/78, una Copa Italia en la temporada 1978/79 y la Copa UEFA en 1977. En 1979 fue transferido a la Roma, club con el que obtuvo dos Copas de Italia en las temporadas 1979/80 y 1980/81.
Con la selección italiana disputó 55 partidos, y fue parte del plantel que participó en la Copa Mundial de Fútbol de 1974 (titular los 3 partidos), la Copa Mundial de Fútbol de 1978 (fue titular, anotando un gol en la victoria 3-1 ante Hungría) y la Eurocopa 1980.

## Clubes
| Club                  | País   | Año       |
| --------------------- | ------ | --------- |
| Bolzano               | Italia | 1963-1964 |
| A.C. Siena            | Italia | 1964-1965 |
| Taranto               | Italia | 1965-1967 |
| U.S. Città di Palermo | Italia | 1967-1968 |
| Juventus FC           | Italia | 1968-1969 |
| U.C. Sampdoria        | Italia | 1969-1970 |
| A.C. Milan            | Italia | 1970-1976 |
| Juventus F.C.         | Italia | 1976-1979 |
| A.S. Roma             | Italia | 1979-1981 |

## Palmarés

### Torneos nacionales
| Título      | Club           | País   | Año     |
| ----------- | -------------- | ------ | ------- |
| Copa Italia | A.C. Milan     | Italia | 1971-72 |
| Copa Italia | A.C. Milan     | Italia | 1972-73 |
| Serie A     | Juventus F. C. | Italia | 1976-77 |
| Serie A     | Juventus F. C. | Italia | 1977-78 |
| Copa Italia | Juventus F. C. | Italia | 1978-79 |
| Copa Italia | Juventus F. C. | Italia | 1979-80 |
| Copa Italia | Juventus F. C. | Italia | 1980-81 |

### Torneos internacionales
| Título           | Club           | Sede     | Año     |
| ---------------- | -------------- | -------- | ------- |
| Recopa de Europa | A.C. Milan     | Salónica | 1972-73 |
| Copa de la UEFA  | Juventus F. C. | Bilbao   | 1976-77 |